# Ваннефельд
Ваннефельд (нем. Wannefeld) — деревня в Германии, в земле Саксония-Анхальт.
Входит в состав города Гарделеген района Зальцведель. Население составляет 190 человек (на январь 2024 года). Занимает площадь 24,55 км².
Ваннефельд ранее имел статус коммуны (общины). 1 января 2010 года вошёл в состав города Гарделеген.